# Michael Moore

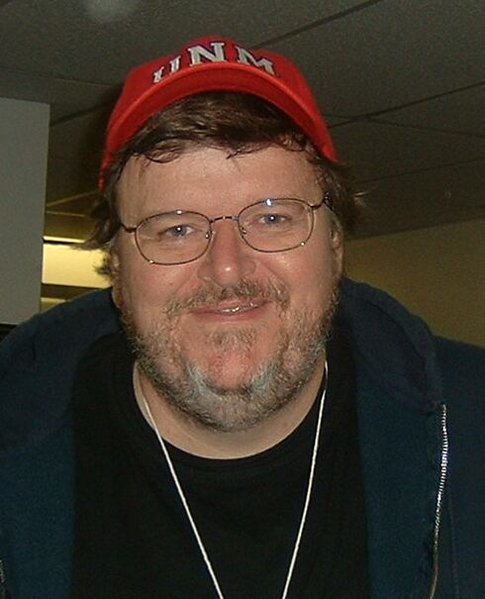
Michael Moore

Michael Francis Moore (* 23. dubna 1954, Flint, Michigan, USA) je americký filmový a televizní režisér, scenárista, producent a spisovatel. Ve svých filmových esejích se zabývá problémy moderní společnosti. Jeho tvorba je zaměřená proti současné podobě amerického zdravotního systému, ozbrojenému násilí, destruktivním zásahům člověka a průmyslových korporací do přírody a v poslední době ve velké míře proti bývalému americkému prezidentovi Georgi W. Bushovi a jeho administrativě.
Ve společnosti šokované a následně stmelené zářijovými útoky na New York a Pentagon a ve svém názorovém vytrvání, doznala jeho oblíbenost a věrohodnost značného propadu (byl obviňován z levicové a protistátní podvratné činnosti) - s velmi pozvolným obratem veřejného mínění a stanovisku k vedení amerických válečných kampaní dosáhla Mooreova práce určité rehabilitace. V současnosti je jedním z nejznámějších dokumentaristů na světě a je považován za symbol nesouhlasu k tzv. Bushově Americe. V roce 2005 byl podle časopisu Time označen za jednoho ze stovky nejvlivnějších lidí na světě.

## Další charakteristika
Michael Moore je liberálně-socialisticky orientovaný, má tendenci volit buď demokraty nebo zelené podle toho, který kandidát má větší šance na vítězství proti republikánskému kandidátovi v daném volební okrese nebo kraji.[zdroj?]
Svými spolupracovníky je charakterizován jako rebel s velkou vůlí k prosazením vlastního názoru, pro jehož prosazení však nepřekračuje zákon. Miliony Američanů, kteří četli jeho knihy, se většinou shodují na tom, že je vychytralý, vtipný, bystrý, trefný a má „čuch“ na témata, která do povědomí veřejnosti přijdou až za nějaký čas. Spíš než útočně, vzkazy v jeho dílech působí smířlivě, pragmaticky, vtipně i přesvědčivě.
Moore je pro pozitivní diskriminaci [zdroj?], větší podíl žen, černochů nebo etnik ve společensky vyšších pozicích a politice (včetně postu prezidenta Spojených států), snížení počtu zbraní, dodržování ekologických kvót, snížení závislosti na ropě, ukončení vojenských operací vedené současnou americkou administrativou, zamezení rozevírání společenských „nůžek“ mezi nejbohatšími a nejchudšími a větší sociální jistoty pro poctivě pracující.

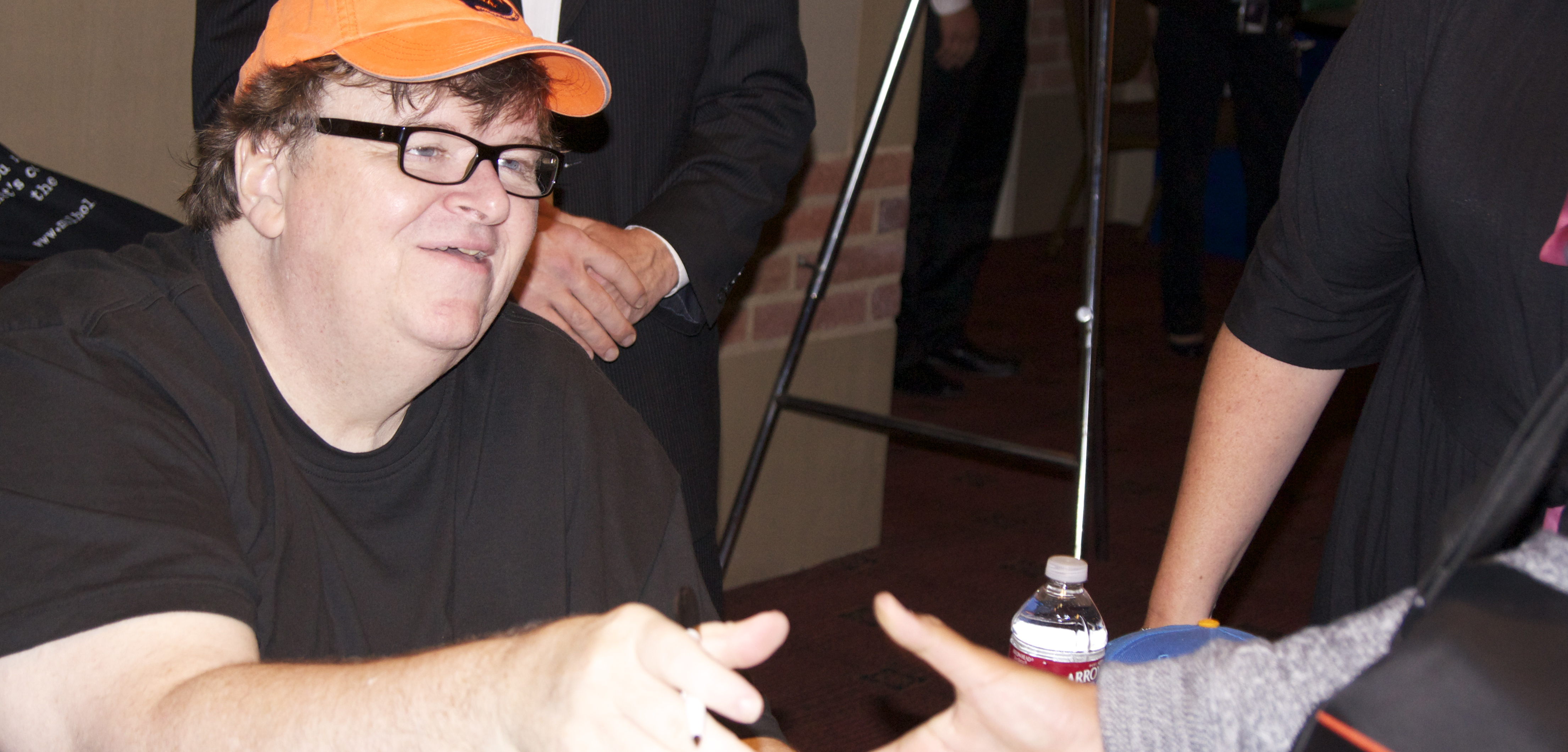
Michael Moore

Je milovník amerického venkova a jeho přírody, rád jezdí na kole a chodí na túry, plave, holduje raftingu, potápění a horolezectví; rád rybaří a loví. Rád též skáče s padákem a je trojnásoným šampionem Mesickova triatlonu a soutěže Burtonův Železný muž. Krom přírody má zálibu v stavění kluzáků a modelů lodí. Stejně jako pěšky, rád jezdí na motocyklech a ve své dodávce se spotřebou 15,4 litrů na 100 km. Netřídí odpad, do akcií neinvestuje.
Ve Flintu a okolí se angažoval o to, aby finančně přežila některá krachující kina. Do některých z nich začal investovat, zasadil se o jejich inovaci, dokonce sestavuje jejich promítací program. Na besedě Google Talk z února 2016 řekl, že v jím spravovaných kinech má několik pravidel, např. to, že za jeden film dospělý nezaplatí víc než 8,5 dolaru, za popcorn a limonádu ne víc než 2 dolary a kdo bude přistižen, že je během promítání na svém mobilním telefonu, bude vykázán z daného sálu navždy.

## Filmy
- Jeho vůbec první film z roku 1987 se jmenuje Roger a já. Tento dokument popisuje situaci v Michaelově rodném městečku Flint po uzavření továrny General Motors. Automobilka dávala práci 30 000 lidem, kteří se po jejím odsunu za levnější pracovní silou v Mexiku ocitli na dlažbě. Moore popisuje situaci ve městě, pocity lidí, zvýšenou kriminalitu… K jeho snahám patří i setkání s Rogerem Smithem (představitel G.M.), což se mu i přes velkou snahu nepodařilo.
- The Big One
- Canadian Bacon – hit festivalu v Cannes.
- Bowling for Columbine – film, ve kterém se snaží dostat k příčině toho, proč v USA za rok dochází k více než 10 000 vraždám spáchaných střelnou zbraní, zatímco v sousední Kanadě „pouze“ ke stovce. Film (nazvaný podle střední školy, ve které došlo k největší tragédii – viz Masakr na Columbine High School) získal Oskara, při předávací řeči Moore promluvil o fiktivní válce fiktivního prezidenta a tím (podle svých informací) vytvořil jediný protiválečný audiovizuální příspěvek v hlavním vysílacím čase amerických médií po několika měsících.
- Fahrenheit 9/11 – subjektivní, kriticky laděný, filmový dokument z roku 2004, který ve své době vzbudil velké vášně. Film je rozdělený na tři části a popisuje Bushův první rok vlády po kontroverzních volbách a jeho vztahy s rodinou bin Ládinů, příčiny útoku na Světové obchodní centrum a snaží se objasnit okolnosti a důvody invaze do Iráku. Film získal Zlatou palmu na MFF v Cannes a doposud vydělal asi 122 milionů dolarů. Spolu s dalšími filmy roku 2004 orientovanými na 11. září (Loose Change, On Plane Site) rozjitřil diskuzi Američanů o jiné než oficiální verzi této tragédie.
- SiCKO (2007) – film pojednává o americkém zdravotním systému, politice zdravotních pojišťoven a jako středobod toho všeho - průměrných Američanech, vyprávějících své otřesné zkušenosti se svými zaměstnavateli ohledně zdravotní péče. Moore v tomto filmu postuluje existenci farmaceuticko-medicínský komplexu. Kritika říká, že SiCKem Moore vyspěl jako filmař.[5]
- Slacker Uprising (2008)[6] – dokumentuje jeho úsilí přesvědčit mladé Američany, aby se zúčastnili prezidentských voleb z roku 2004. Tehdy Moore zorganizoval přednáškové turné, kdy za poslední dva měsíce vystoupil v 60 městech v tzv. swing states (státy USA s vyrovnanými šancemi na zvolení jak republikánského tak demokratického prezidentského kandidáta). Na přednáškách se Moore spíš než na kritiku dosavadní republikánské administrativy Geroge W. Bushe soustředil na to, aby se mladí lidé, starší 18 let přestali být politikou znechucení nebo vůči ní apatičtí, nebyli líní (z anglického slova slacker – povaleč vzešel i název celého dokumentu) a zaregistrovali se a v den voleb vhodili svůj hlas do urny (resp. stiskli příslušné tlačítko).
- O kapitalismu s láskou (2009)[7] – v tomto filmu Moore kritizuje současnou americkou verzi kapitalismu jako takového a poukazuje na sociální nespravedlnost, kdy (podle jeho slov) „horní procento nejbohatších řídí 99 % Američanů“.
- Where To Invade Next (2016) – Michael cestuje po světě, vyhledává a prozkoumává (dle jeho pohledu) nejlepší přístupy k řešení společenských problémů, které jej trápí coby Američana.
- Fahrenheit 11/9[8] (2018) – dokument zpracovává ohrožení demokracie v podobě Donalda Trumpa. Dalšími tématy jsou latentní fašismus v USA, střelné zbraně a 2. dodatek Ústavy, strádající infrastruktura a demokratická hnutí.
- Planet of the Humans (2020) - dokument kritizuje způsoby řešení a fungování ekologických organizací.

### Ostatní audiovizuální díla
- Spolu s Kathleen Glynnovou produkovali úspěšné televizní pořady TV Nation (televizní národ - má 4 série) a The Awful Truth (odporná pravda). Oba byly nominovány na Emmy, kterou TV Nation v roce 1994 nakonec dostal.
- Michael Moore také režíroval několik videoklipů. Konkrétně šlo o videoklipy k písním "Sleep Now in the Fire" a "Testify" od Rage Against the Machine, „Boom!“ od System of a Down a „All the Way to Reno (You're Gonna Be a Star)“ od R.E.M. V roce 2017 režíroval videoklip "Unfuck The World" pro nové seskupení Rage Against the machine - skupinu Prophets Of Rage.

### Před kamerou
Jako respondent účinkoval v:
- kanadském dokumentu The Corporation (2005).
- americkém dokumentu Garryho Nulla, Your Health: Our Drugs

## Knihy
- Hloupí bílí muži (Stupid White Men) - v této publikaci z roku 2001 si na paškál bere nectnosti moderní Ameriky. Knihu si koupilo více než 5 milionů lidí po celém světě. ISBN 80-242-1246-3
- Kde domov tvůj..? (Dude, Where's My Country?) - pokračování, pojednávající převážně o válce v Iráku a cest vedoucích k ní. Většina témat se objevila v následně zfilmovaném dokumentu Fahrenheit 9/11. ISBN 80-242-1331-1
- Tohle zmenšete: Náhodné hrozby neozbrojeného Američana (Downsize This: Random Threats from an Unarmed American) - bestseller v USA. ISBN 0-06-097733-7
- Uvěří nám ještě někdy? s podtitulem „Dopisy z fronty“ - v podstatě jen antologie dopisů, které Mooreovi napsali vojáci ze současných válečných konfliktů, jejich rodiny i jiní. ISBN 80-242-1427-X

## Zajímavosti
- Jeden z lidí, kteří Moorea ovlivnili, byl David Letterman. Když se dozvěděl, že Letterman v roce 1982 získal večerní show, na několik dní odcestoval do New Yorku, aby se dostal na do obecenstva. Jeden z hostů byl Francis Ford Coppola, který jej přivedl na filmařinu.
- Jedním z filmařů, kteří na filmu Roger a já v podstatě Moorea učili točit, byl bratranec George W. Bushe - Kevin.
- Moore prohlásil, že nadále bude zaměstnávat pouze černochy a „jen ať si zkusí“ jej kdo za to odsuzovat.
- Datum spedice Hloupých bílých mužů bylo stanoveno na 10. září 2001 ale po útocích na New York byla vydavatelem 5 měsíců zadržována a autor byl tlačen, aby knihu přepsal, jinak „skončí ve stoupě“. Po proniknutí této skutečnosti do sféry knihovníků a dále na veřejnost, byl vydavatel donucen knihu dopravit na pulty knihkupectví. Bez původně předpokládané propagace a reklam se jí prodalo přes 3 miliony kusů.
- Jeden z kameramanů, s kterým spolupracoval a který bydlel ve stejném domě jako on, přišel o život při útocích z 11. září 2001 v jedné z věží WTC.
- Pronesl, že jeho mužské zlozvyky zabírají už jen jednu stránku papíru.
- Po snížení daní (bohatým) prezidenta Bushe slíbil, že rozdíl beze zbytku použije na prezidentovo sesazení a vyzval ostatní občany, aby mu v tom pomohli.